# 杨晨 (田径运动员)
杨晨（约1989年—），男，天津人，中国残疾人田径运动员，主要参加T37及T38级别的短跑赛事。杨晨年幼时因脑部缺氧患上先天性脑瘫。
杨晨于2003年开始接受田径训练，2004年，年仅15岁的杨晨参加了在雅典举办的第12届夏季残奥，结果他在男子100米T37级比赛中以12秒23的成绩打破该项目世界纪录，并夺得金牌，一战成名。在该届残奥，杨晨还获得4枚银牌。
2008年北京残奥，杨晨在男子100米T37级预赛中打破世界纪录后，赛会组织方认为其伤残程度较轻而将其重新定级为T38级，此次参赛级别的调整令他在先前打破的世界纪录作废。调级后，他参加男子200米T38级比赛，结果他在决赛中排名第五。杨晨后来和队友代表中国队出战男子4×100米接力T35-38级比赛，最终中国队以45秒的成绩获得亚军。